# Aegus acervus
Aegus acervus es una especie de coleóptero de la familia Lucanidae.

## Distribución geográfica
Habita en Borneo.